# Agalás
Agalás (Agalas) är en ort i Grekland.   Den ligger i prefekturen Nomós Zakýnthou och regionen Joniska öarna, i den sydvästra delen av landet, 260 km väster om huvudstaden Aten. Agalás ligger 359 meter över havet och antalet invånare är 323. Den ligger på ön Zakynthos.
Terrängen runt Agalás är huvudsakligen kuperad, men västerut är den platt. Havet är nära Agalás åt sydväst.  Närmaste större samhälle är Zákynthos, 13,1 km nordost om Agalás. I omgivningarna runt Agalás växer i huvudsak blandskog.